# 斯托夫佩齊
50°14′7″N 25°36′19″E / 50.23528°N 25.60528°E
斯托夫佩齊（烏克蘭語：Стовпець），是烏克蘭的村落，位於該國西北部羅夫諾州，由杜布諾區負責管轄，面積0.5平方公里，海拔高度206米，2001年人口894，人口密度每平方公里1,788人。